# Джеф Бек
Джефри Арнолд Бек, известен като Джеф Бек (на английски: Jeff Beck) е английски рок музикант. Той е един от тримата китаристи, които са свирили в групата „Ярдбърдс“ (другите двама са Джими Пейдж и Ерик Клептън), а по-късно формира и групите „Джеф Бек Груп“ и „Бек, Богърт и Апис“.
Повечето от композициите на Джеф Бек са чисто инструментални, с фокус върху новаторския звук и обхващат жанрове като блус рок, хардрок, джаз фюжън и характерна смес от китарен рок и електронна музика. Макар че записва два успешни солови албума през 1975 и 1976 година, той не успява да утвърди и поддържа търговския успех на много от своите съвременници, с които свири заедно. Бек участва в албуми на Мик Джагър, Тина Търнър, Мориси, Джон Бон Джоуви, Кейт Буш, Роджър Уотърс, Донован, Стиви Уондър, Лес Пол и много други.
Според класацията на Ролинг Стоун той е 14-и от 100-те най-добри китаристи на всички времена и един от най-влиятелните китаристи в рока.
Умира на 10 януари 2023 година от менингит.

## Дискография

### Студийни албуми
1. Truth (1968)
2. Beck-Ola (1969) (by the Jeff Beck Group)
3. Rough and Ready (1971) (by the Jeff Beck Group)
4. Jeff Beck Group (1972) (by the Jeff Beck Group)
5. Beck, Bogert & Appice (1973) (by Beck, Bogert & Appice)
6. Blow by Blow (1975)
7. Wired (1976)
8. There & Back (1980)
9. Flash (1985)
10. Jeff Beck's Guitar Shop (1989)
11. Frankie's House (1992) (with Jed Leiber)
12. Crazy Legs (1993)
13. Who Else! (1999)
14. You Had It Coming (2001)
15. Jeff (2003)
16. Emotion & Commotion (2010)

### Концертни албуми
- Live in Japan (1974)
- Jeff Beck With the Jan Hammer Group Live (1977)
- Live At BB King Blues Club (Official bootleg) (2006)
- Live In Tokyo 99' (Official bootleg) (2006)
- Official Bootleg USA '06 (Official bootleg) (2007)
- Live at Ronnie Scott's (2008)
- Live and Exclusive from the Grammy Museum (2010)
- Rock & Roll Party: Honoring Les Paul (2011)
- Live in Tokyo (2014)
- Live+ (2015)

### DVD и Blu-ray
- Performing This Week... Live at Ronnie Scott's (2008)
- Rock & Roll Party: Honoring Les Paul (2011)
- Live In Tokyo (2014)